# Dominic Solanke
Dominic Ayodele Solanke-Mitchell, conhecido apenas por Dominic Solanke (Basingstoke, 14 de setembro de 1997) é um futebolista inglês que atua como centroavante. Atualmente, defende o Tottenham.

## Carreira

### Chelsea
Durante a temporada 2013–14, Solanke marcou 20 gols em 25 jogos pelo Chelsea sub-18. Em 29 de julho de 2014, José Mourinho afirmou que Solanke tinha condições de jogar pela Seleção Inglesa (também é elegível para jogar pela Nigéria, já que sua descendência é do país africano) e o promoveu ao time principal durante a temporada 2014–15. Seu único jogo oficial pelos Blues foi pela Liga dos Campeões da UEFA, contra o Maribor, entrando no lugar de Oscar no segundo tempo. A estreia como profissional foi histórica para Solanke, que foi o mais jovem atleta do Chelsea a disputar um jogo da Liga dos Campeões. Posteriormente, seria destaque na conquista da Liga Jovem da UEFA por parte dos Blues.

### Empréstimo ao Vitesse
Para ganhar experiência de jogo, o Chelsea emprestou o atacante ao Vitesse. Na equipe holandesa, foram 25 partidas disputadas. Reintegrado ao elenco principal dos Blues em 2016, Solanke não entrou em campo nenhuma vez em jogos oficiais, e em fevereiro de 2017, o técnico Antonio Conte decidiu liberar o jogador, que já estava em final de contrato.

### Liverpool
Em 30 de maio de 2017, foi contratado pelo Liverpool.
A passagem de Solanke pelo Liverpool foi dura, visto que ele fez apenas 27 jogos no novo clube e, como reserva, marcou apenas um gol, Solanke ainda jogou pelo time sub-21, onde marcou três vezes.

### Bournemouth
Solanke assinou com o Bournemouth em 4 de janeiro de 2019, com um contrato de longo prazo por uma verba não revelada, relatado pela BBC Sport como £ 19 milhões.

### Tottenham
Em 10 de agosto de 2024, o Tottenham anunciou a assinatura de Solanke por um contrato de 6 anos. O valor da transferência foi de £ 65 milhões.

## Estatísticas
Atualizado até 13 de maio de 2018.

### Clubes
| Equipe            | Temporada         | Campeonato nacional | Campeonato nacional | Copa nacional | Copa nacional | Competições continentais | Competições continentais | Total | Total |
| Equipe            | Temporada         | Jogos               | Gols                | Jogos         | Gols          | Jogos                    | Gols                     | Jogos | Gols  |
| ----------------- | ----------------- | ------------------- | ------------------- | ------------- | ------------- | ------------------------ | ------------------------ | ----- | ----- |
| Chelsea           | 2014–15           | –                   | –                   | –             | –             | 1                        | 0                        | 1     | 0     |
| Chelsea           | 2016–17           | –                   | –                   | –             | –             | –                        | –                        | –     | –     |
| Chelsea           | Total             | –                   | –                   | –             | –             | 1                        | 0                        | 1     | 0     |
| Vitesse           | 2015–16           | 25                  | 7                   | 1             | 0             | –                        | –                        | 26    | 7     |
| Vitesse           | Total             | 25                  | 7                   | 1             | 0             | –                        | –                        | 26    | 7     |
| Liverpool         | 2017–18           | 21                  | 1                   | 2             | 0             | 4                        | 0                        | 27    | 1     |
| Liverpool         | 2018–19           | 0                   | 0                   | 0             | 0             | 0                        | 0                        | 0     | 0     |
| Liverpool         | Total             | 21                  | 1                   | 2             | 0             | 4                        | 0                        | 27    | 1     |
| Total na carreira | Total na carreira | 46                  | 8                   | 3             | 0             | 5                        | 0                        | 54    | 8     |

## Títulos
Chelsea
- FA Youth Cup: 2013–14, 2014–15
- Liga Jovem da UEFA: 2014–15
- Premier League: 2016–17

Tottenham
- Liga Europa da UEFA: 2024–25[8]

Inglaterra
- Victory Shield: 2012
- Campeonato Europeu Sub-17: 2014
- Copa do Mundo FIFA Sub-20: 2017

### Prêmios individuais
- Bola de Ouro da Copa do Mundo FIFA Sub-20: 2017
- 40 jovens promessas do futebol mundial de 2014 (The Guardian)[9]
- 50 jovens promessas do futebol mundial de 2016 (La Gazzetta dello Sport)[10]

### Artilharias
- Campeonato Europeu Sub-17 de 2014 (6 gols)
- Liga Jovem da UEFA de 2014–15 (12 gols)